# معركة الكوت (2004)
معركة الكوت هي معركة دارت بين مسلحين جيش المهدي و القوات متعددة الجنسيات بقيادة اوكرانيا في مدينة الكوت، مركز محافظة واسط جنوب شرق العراق، في شهر ابريل 2004 وذلك ضمن انتفاضة الصدر الاولى، وانسحبت القوات الاوكرانية مؤقتا من المدينة  قبل ان تستعيدها القوات الامريكية.

## خلفية
بعد الغزو الامريكي للعراق عام 2003، تمركزت القوات الأوكرانية في مدينة الكوت، بحلول نيسان 2004، انلعت عدة مواجهات في جنوب العراق بين جيش المهدي التابع  للتيار الصدري الذي يتزعمه مقتدى الصدر وقوات التحالف في العراق، بسبب قرار سلطة الائتلاف المؤقتة التي يتزعمها الحاكم المدني الأمريكي بول بريمير، بأغلاق صحيفة الحوزة التابعة للتيار الصدري، واعتقال أحد مساعدي الصدر واطلاق قوات التحالف النار على محتجين من انصار الصدر في النجف وبغداد.

## امعركة

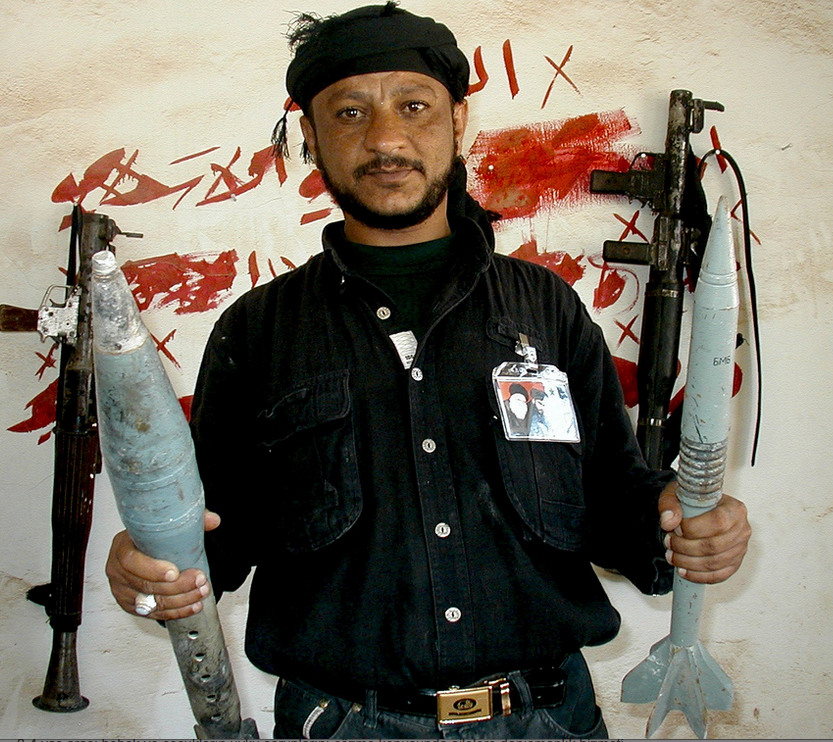
احد مقاتلي جيش المهدي يحمل قذائف صاروخية

في يوم الثلاثاء 6 نيسان 2004 شن عناصر جيش المهدي عددهم 200 مسلح هجوم ضد نقاط تفتيش وثكنات عسكرية تابعة للقوات الأوكرانية الذين كان عددهم 1600 جندي موزعين بمدينة الكوت،  باستخدام (مدافع الهاون، القذائف الصاروخية والرشاشات الثقيلة)، وجرت اشتباكات عنيفة بين القوات الأوكرانية وعناصر جيش المهدي الذين حاولوا اقتحام مبنى المحافظة  حيث استمر القتال العنيف لساعات عديدة واسفر عن مقتل جندي أوكراني واصابة 5 جتود اخرين، و بحسب وكالة أسوشيتد برس، انه قتل مدنيان واصابة 6 اخرين نتيجة للنيران العشوائية. 
بحلول فجر 7 نيسان، توقفت المعارك بين جيش المهدي والقوات الاوكرانية والبلغارية، واحكم عناصر جيش المهدي سيطرتهم على عدة شوارع رىيسية في وسط المدينة، واغلقت الطرق المؤدية للمراكز الحكومية، ووضعت نقاط تفتيش تابعة للمسلحين تمنع تحركات الجيش الأوكراني، واستمر المسلحين بحصار مبنى المحافظة الذي كان قاعدة الأوكرانيين، حيث تم قصف المبنى بالهاوناو وRPG مما ادى لاصابة 3 جنود أوكرانيين، وابلغت القوات الأوكرانية عن نفاذ ذخيرتها وطلبت التعزيز من قوات التحالف حيث حاولت القوات البلغارية التي تمركزت جنوب المدينة من المساعدة لكنها تعرضت لكمين اصيب به جنديين، فاضطرت القوات البلغارية الانسحاب والعودة لثكناتها دون الوضول للمبنى المحاصر، وانسحبت القوات الأوكرانية ايضا الى شمال المدينة حيث بنهاية اليوم اصبحت مدينة الكوت مقسم الى: الشمال تحت سيطرة القوات متعددة الجنسيات في العراق والوسط والجنوب تحت سيطرة جيش المهدي، قتل 3 مدنيين واستقبلت مستشفى الكوت اكثر من 20 جريح خلال اليوم الاول والثاني اكثرهم اصيبوا بسبب الاشتباكات والقصف العشوائي خاصة بحي الجهاد. 
بصباح 8 نيسان، سيطرة جيش المهدي على غالبية احياء مدينة الكوت بما في ذلك: مبنى المحافظة بعد انسحاب الجنود الاوكرانيين به، مراكز الشرطة المحلية، الدوائر الحكومية والمصارف العامة، وبحسب وكالة رويتز فأن المقاتلين الصدريين رفعوا رايتهم فوق مبنى المحافظة والمجلس البلدي بعد انسحاب القوة المحاصرة منه، وانسحبت القوات الأوكرانية بالكامل من وسط المدينة بغطاء خفيف من القوات البلغارية لكن اصيب 3 جنود أوكرانيين اثناء الانسحاب وجندي بلغاري اصيب بطلقة قناص، فبدأ عناصر جيش المهدي يعلنون عبر مكبرات المساجد انهم طردو المحتل من المدينة وانتصروا، ثم بدأؤا باقامة نقط تفتيش عند مداخل المدينة وبدات لجنات محلية بتنظيم المرور وحماية الاسواق من النهب،وقتل 3 مدنيين واكثر من 10 جرحى. 
بحلول فجر يوم 9 نيسان شنت القوات الأمريكية مدعومة بالطائرات هجوماً لاستعادة مدينة الكوت حيث خاضت اشتباكات عنيفة مع عناصر جيش المهدي ونفذت الطائرات الأمريكية غارات جوية استهدفت مواقع محتملة لجيش المهدي وتمكنت القوات الأمريكية التي وصلت من بغداد ضمن رتل يصل إلى المائة دبابة وناقلات جند مدرعة من اجتياح المدينة والسيطرة عليها ورغم ذلك فقد استمرت الهجمات والكمائن التي يقودها مقاتلو جيش المهدي ضد القوات الأمريكية والأوكرانية في المدينة ففي يوم 24 نيسان قتل جنديان أمريكيان وأصيب آخر بهجوم بالقنابل أدى إلى تدمير آليتين جنوب الكوت كما قتل جندي أوكراني وأصيب اثنان آخران بكمين نصبه مقاتلي جيش المهدي لحاملات جنود أوكرانية غرب الكوت باستخدام قذائف صاروخية ومدافع رشاشة يوم 28 نيسان وفي اليوم ذاته قتل جنديان أمريكيان بهجوم بقذائف الآر بي جي استهدف قافلتهم في الصويرة وتحدثت المصادر العسكرية الأمريكية عن هبوط اضطراري لمروحية في الكوت اثر عطل فني يوم 27 نيسان إلا أن مقاتلو جيش المهدي أكدوا أنهم قاموا بإسقاطها باستخدام قذائف صاروخية ومع اندلاع معركة النجف الثانية في اغسطس 2004 شهدت الكوت تصاعد في العمليات العسكرية الموجهة ضد القوات الأمريكية والأوكرانية في محاولة لتوسيع جبهة القتال وقامت الطائرات الأمريكية بشن غارات عنيفة في المدينة ابرزها في 12 اغسطس حينما قصفت الطائرات الأمريكية بشكل عنيف حي الشرقية جنوب المدينة والذي يضم مبنى مكتب الصدر ما ادى إلى تدمير عدد كبير من المنازل في الحي ومقتل 75 واصابة 148 من المدنيين بينهم عائلات كاملة قضت في القصف الذي دمر حوالي 18 منزلا في الحي وفي يوم 18 اغسطس قتلت خمس طالبات واصيبت خمس اخريات عندما فتحت القوات الأمريكية النار على باص صغير يقل طالبات إحدى المدارس الابتدائية بسبب تعرض قواتها إلى هجوم مسلح عند أحد الطرق قرب مدينة الكوت